# Polaines blau
El polaines blau (Platycnemis pennipes) és una espècie d'odonat zigòpter de la família Platycnemididae d'aigües lentes i fangoses. Es distribueix des de l'Atlàntic a Sibèria i és sovint abundant en tota la seva àrea. És present a Catalunya.

## Morfologia
Fa aproximadament 32 mil·límetres de llargada. Els adults madurs difereixen de la majoria dels zigòpters blaus perquè tenen més amples les vores blanques de les tíbies, marques negres per la major part de l'abdomen, cap ample i un pterostigma marró pàl·lid.
El mascle té un abdomen blau que és sovint pàl·lid i normalment té un tòrax verdós. La femella és de coloració groga verda pàl·lida amb marques negres.

## Posta
Aquesta espècie prefereix aigües que flueixen lentes de rius fangosos amb vegetació flotant abundant. Les larves semblen capaces de tolerar l'aigua salabrosa. També es troba en corrents fangosos però és rara en llacs o basses. En l'oest de Nord-Europa, és majoritàriament limitat a aigües que flueixen.
Abans de l'aparellament el mascle mostra les seves potes blanques en un vol d'exhibició onejant davant les femelles. La posta dels ous la fan en tàndem, en tiges emergents i especialment en el revés de les fulles flotants.
Les larves viuen entre la runa del fons i emergeixen després de dos anys.

## Comportament
Després d'emergir, els adults tendeixen a congregar-se entre vegetació alta, tot i que alguns immadurs s'allunyen de l'aigua i han estat trobats a cinc quilòmetres lluny del lloc de reproducció més propera.

## Galeria

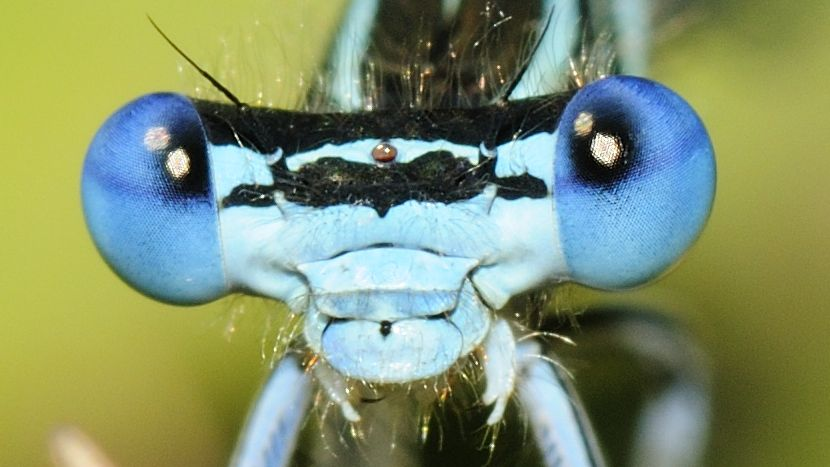
Detall cara mascle
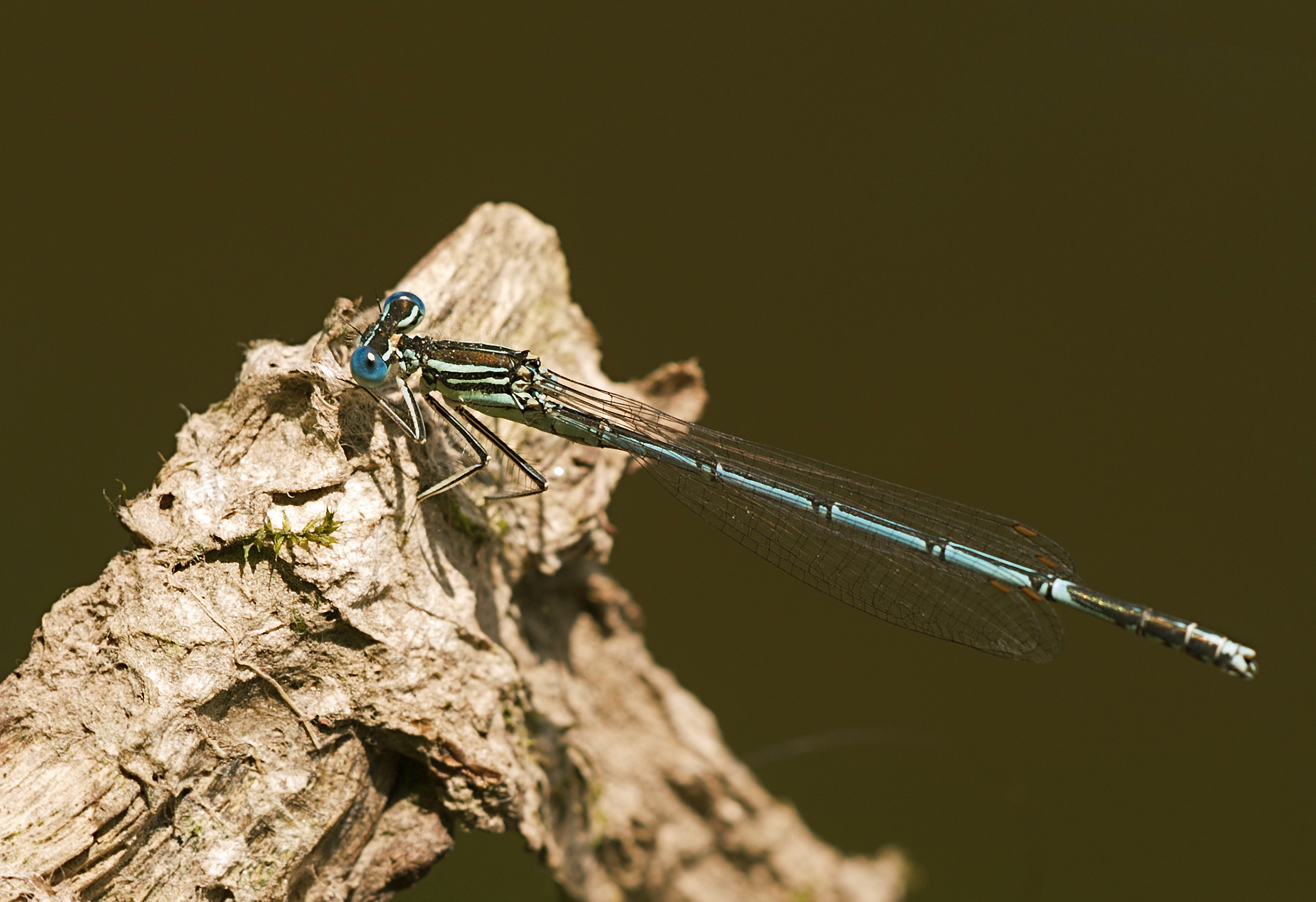
Mascle
- Mascle
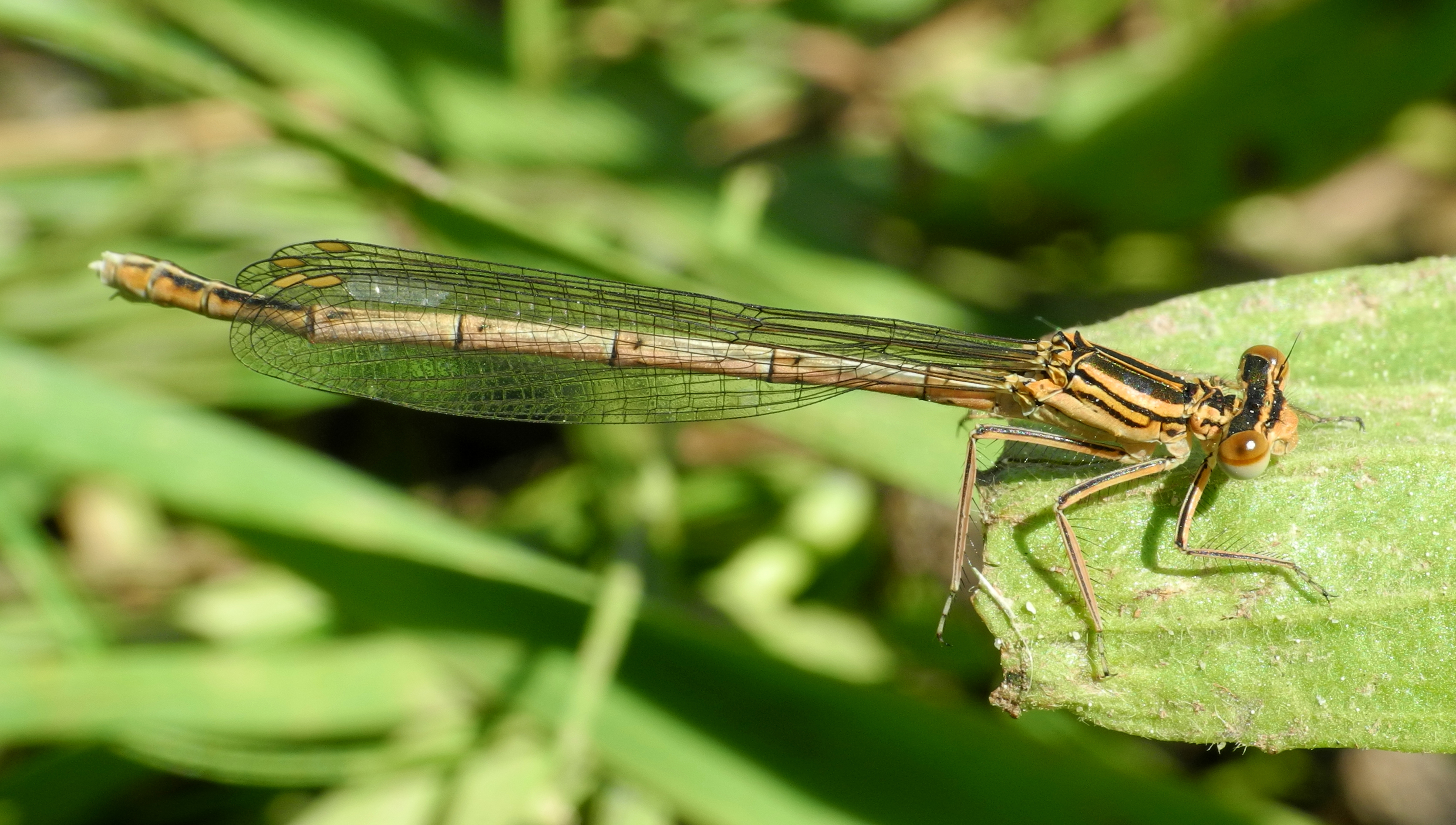
Femella
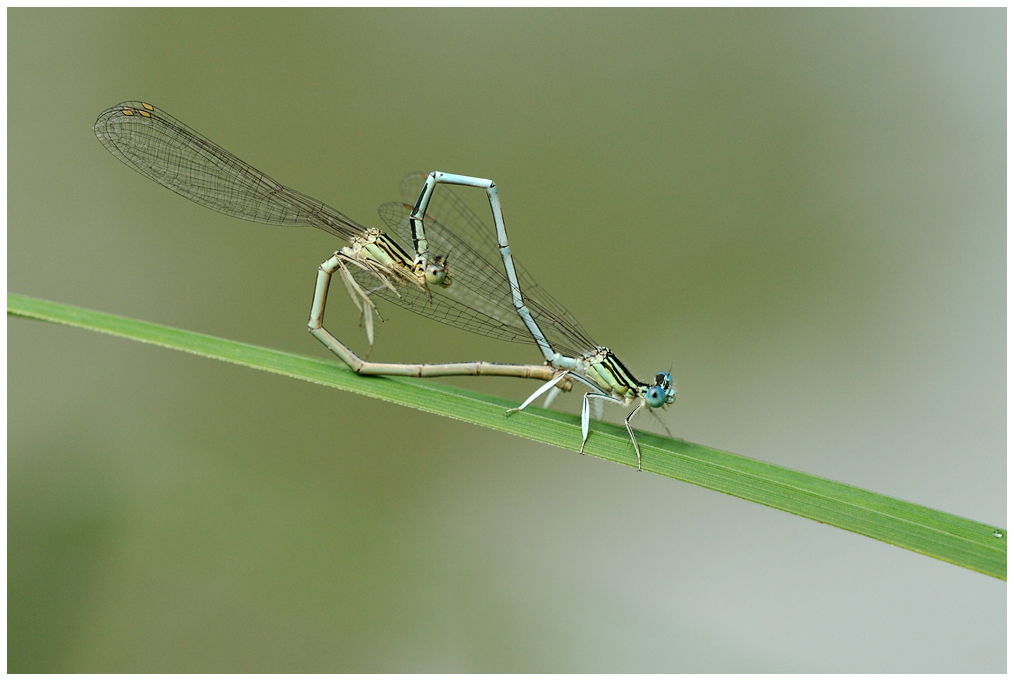
Aparellament
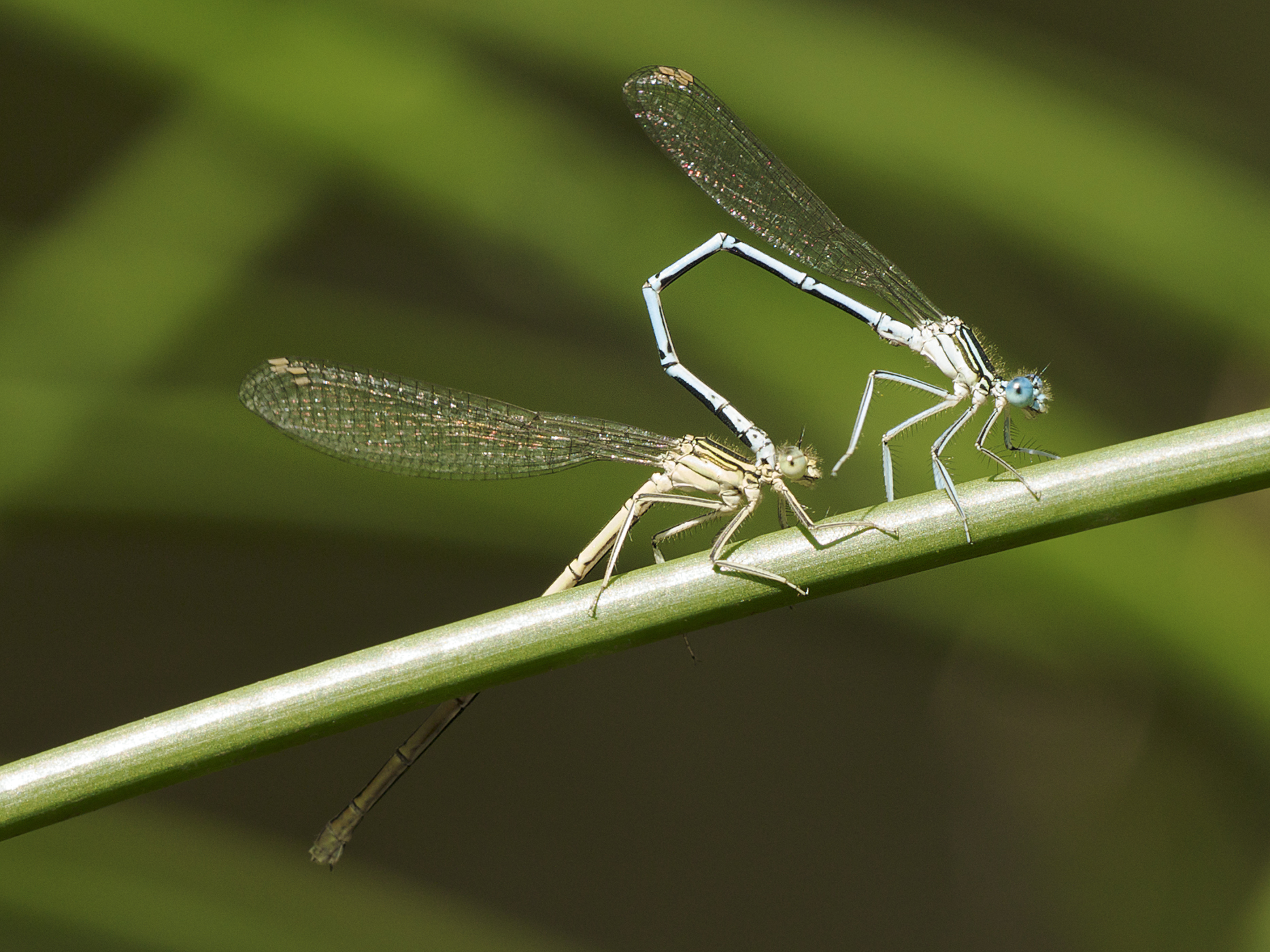
Aparellament
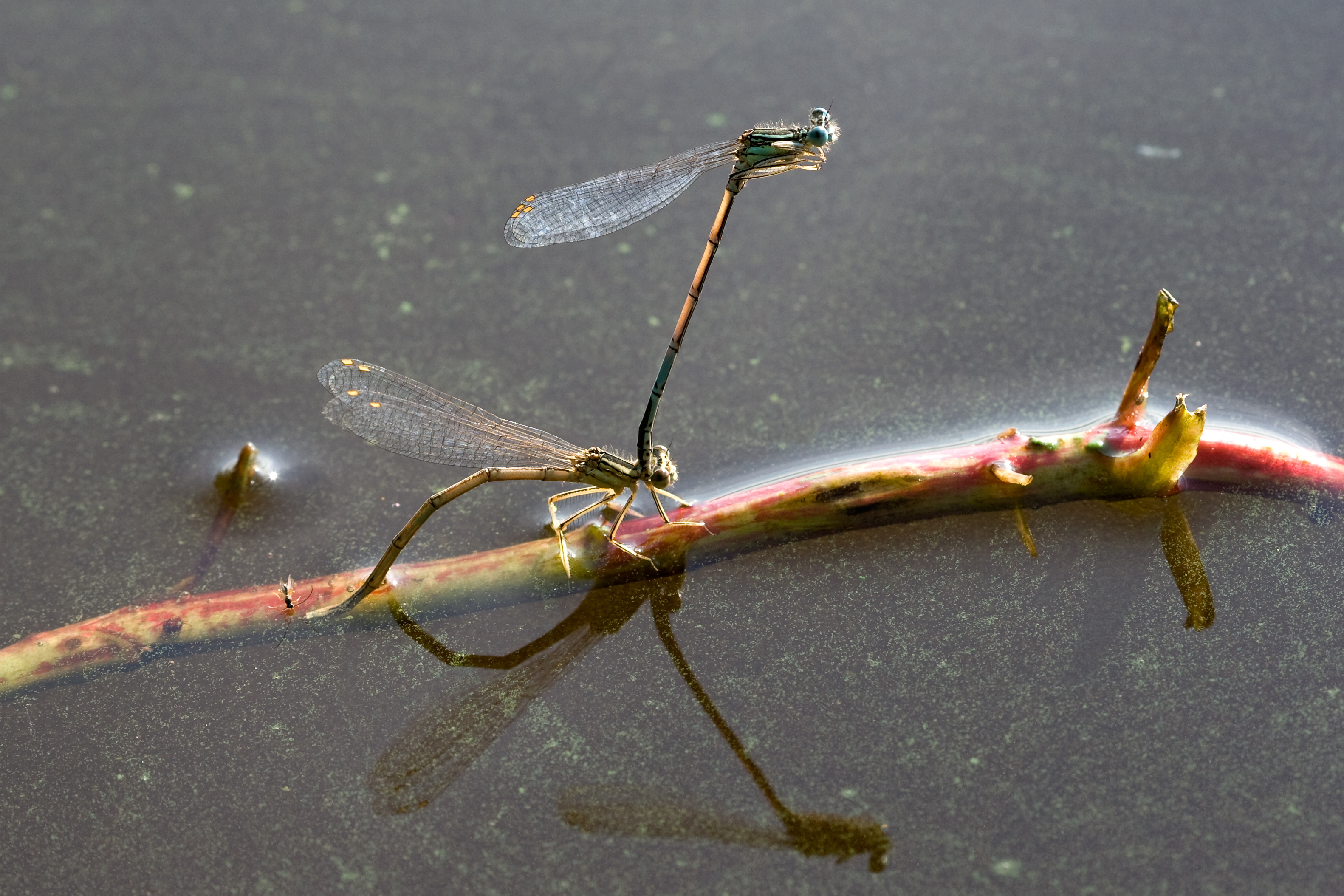
Posta